# 100年代
100年代（ひゃくねんだい）は、
1. 西暦（グレゴリオ暦）100年から109年までの10年間を指す十年紀。本項で詳述する。
2. 西暦100年から199年までの100年間を指す。2世紀とほぼ同じ意味であるが、開始と終了の年が1年ずれている。

## できごと

### 100年
- バルカン半島でライオンが絶滅した。

## 人物
- トラヤヌス - ローマ皇帝